# Kinosternon spurrelli
Kinosternon spurrelli är en sköldpaddsart som beskrevs av  George Albert Boulenger 1913. Kinosternon spurrelli ingår i släktet Kinosternon och familjen slamsköldpaddor. Inga underarter finns listade i Catalogue of Life.
Populationens taxonomiska status är omstridd. Den listas av Reptile Database som synonym till Kinosternon leucostomum.